# 乐金快金
乐金快金（英语：Rush&Cash）是韩国代表性的私人贷款品牌，由OK金融集团拥有。它起源于包括“A&O International Co. Ltd.”在内的七家私人贷款机构。1998 年7月由日本的一家大型私人贷款机构创立。2003年9月，日本母公司申请了适用《公司复兴法》的资格，这7家公司通过公开招标方式上市。 2004年3月，第三代韩国日本人崔润收购了这些公司。
2004年5月在日本推出新品牌“Rush & Cash”，2007年8月7家公司合并为一个集团。公司名称于 2008 年 1 月更改为“A&P Financial”，分别取“Ace”和“Professional”的首字母缩写。将“A”和“PRO”放在一起构成“APRO”，在韩语中听起来像是“未来”或“前进”。基于这个想法，集团的名字被命名为“APRO金融集团”。通过自2009年以来的一系列收购和成立，本集团现拥有八家子公司。截至2012年，它在韩国私人贷款行业中牢牢保持着强大的领先地位。

## OK金融集团
OK金融集团创始于 2004 年，当时创始人崔润接管了A&O Group，A&O Group是日本贷款公司Aeru和One Cashing的股东，One Cashing是由在日本Nyoya经营的“Shilla-Kwan”的资金成立的。2007年，通过合并A&O集团旗下的贷款公司，推出Rush & Cash，2008年更名为APRO Financial Group（亚富路金融集团）。2009年，专门针对女性的贷款公司Mizsarang成立并接管韩国IB金融。
2012年6月，天津亚富路小额贷款有限公司开业，并推出“乐金快金”贷款产品。2013年4月又成立了深圳亚富路小额贷款有限公司。
2013年，韩国IB金融更名为亚富路资本，集团名称更名为APRO Service Group。2014年，接管了Yeju储蓄银行和Yenare储蓄银行，分别更名为OK储蓄银行和OK2储蓄银行，并将OK2储蓄银行并入OK 储蓄银行。
2016年通过收购韩国花旗资本，成立OK资本，OK亚富路资本被OK资本吸收合并。之后，还收购了印度尼西亚的Andara和Dinar银行，并于2019年将两者合并为OK Bank Indonesia。
2019年集团更名为OK金融集团，2020年收购广告公司NEWDAYS的96.2%股权，进军广告业务。OK金融集团将在2024年关闭贷款业务。